# Піонтковський Олексій Августович
Піонтковський Олексій Августович (17 липня (29 липня) 1884, Подільська губернія, Російська імперія — 5 січня (18 січня) 1918, Умань, Київська губернія, Українська Народна Республіка) — більшовицький діяч, член ВУЦВК.
Народився у дворянській родині. Навчався в Уманській школі садівництва та хліборобства. Член РСДРП з 1904 року. У 1905 році заарештований, 1907 року — виходить із в'язниці під заставу та емігрує до США. Працює в російських відділах Американської соціалістичної партії та у газеті «Новый мир» (Нью-Йорк). У травні 1917 року повернувся до Умані. З літа 1917 року — член Уманської Ради робітничих і солдатських депутатів, голова Уманського комітету РСДРП. З грудня 1917 року — учасник більшовицького заколоту проти УНР, член ВУЦВК. 5 січня 1918 року заарештований та розстріляний урядовими військами.
Похований в Умані у спільній могилі з Іваном Урбайлісом.
Справа розстрілу Урбайліса та Піонтковського розглядалася на засіданні парламенту УНР 9 січня 1918 року.

## Вшанування пам'яті
Надгробок на спільній могилі Олексія Піонтковського та Івана Урбайліса біля старого корпусу Уманського державного педагогічного університету імені Павла Тичини. Також на приміщенні РАЦСУ в Умані встановлено меморіальну таблицю.

## Родина
Дружина — Тиновицька Єлізавета Григорівна, донька — Євгенія (30 січня 1913, Нью-Йорк — ?)